# Гамлет (персонаж)
Га́млет (англ. Hamlet) — главный персонаж одноимённой пьесы Шекспира. В пьесе он является принцем Дании, племянником короля Клавдия и сыном прежнего короля — Гамлета.

## Дошекспировский Гамлет
Прототипом Гамлета был полулегендарный принц Амлет, имя которого встречается в одной из исландских саг Снорри Стурлусона. Это позволяет делать предположение, что сюжет о Гамлете, вероятно, был предметом ряда древних преданий.
Первый литературный памятник, в котором рассказывается сага о мести Амлета, принадлежал перу средневекового датского летописца Саксона Грамматика. В «Истории данов», написанной около 1200 года, он сообщает, что эта история произошла ещё в языческие времена, то есть, до 826 года, когда в Дании Харальдом Клаком и Ансгаром была предпринята первая попытка христианизации населения.
Краткое изложение повести, записанной Саксоном Грамматиком:
Датский феодал Горвендил прославился силой и мужеством. Его слава вызвала зависть норвежского короля Коллера, и тот вызвал его на поединок. Они условились, что к победителю перейдут все богатства побеждённого. Поединок закончился победой Горвендила, который убил Коллера и получил всё его достояние. Тогда датский король Рёрик отдал в жёны Горвендилу свою дочь Геруту. От этого брака родился Амлет.
У Горвендила был брат, Фенгон, который завидовал его удачам и питал к нему тайную вражду. Они оба совместно правили Ютландией. Фенгон стал опасаться, что Горвендил воспользуется расположением короля Рёрика и приберёт к рукам власть над всей Ютландией. Несмотря на то, что для такого подозрения не было достаточных оснований, Фенгон решил избавиться от возможного соперника. Во время одного пира он открыто напал на Горвендила и убил его в присутствии всех придворных. В оправдание убийства он заявил, что будто бы защищал честь Геруты, оскорблённой своим мужем. Хотя это было ложью, никто не стал опровергать его объяснений. Владычество над Ютландией перешло к Фенгону, который женился на Геруте. До этого между Фенгоном и Герутой близости не было.
Амлет был в тот момент ещё очень юн. Однако Фенгон опасался, что, став взрослым, Амлет отомстит ему за смерть отца. Юный принц был умён и хитёр. Он догадывался об опасениях своего дяди Фенгона. А для того чтобы отвести от себя всякие подозрения в тайных намерениях против Фенгона, Амлет решил притвориться сумасшедшим. Он пачкал себя грязью и бегал по улицам с дикими воплями. Кое-кто из придворных стал догадываться, что Амлет только притворяется безумным. Они посоветовали сделать так, чтобы Амлет встретился с подосланной к нему красивой девушкой, на которую возлагалось обольстить его своими ласками и обнаружить, что он отнюдь не сошёл с ума. Но один из придворных предупредил Амлета. К тому же оказалось, что девушка, которую выбрали для данной цели, была влюблена в Амлета. Она тоже дала ему понять, что хотят проверить подлинность его безумия. Таким образом, первая попытка поймать Амлета в ловушку не удалась.
Тогда один из придворных предложил испытать Амлета таким способом: Фенгон сообщит, что он уезжает, Амлета сведут с матерью, и, может быть, он откроет ей свои тайные замыслы, а советник Фенгона подслушает их разговор. Однако Амлет догадался о том, что всё это неспроста: придя к матери, он повёл себя как помешанный, запел петухом и вскочил на одеяло, размахивая руками. Но тут он почувствовал, что под одеялом кто-то спрятан. Выхватив меч, он тут же убил находившегося под одеялом советника короля, затем разрубил его труп на куски и бросил в сточную яму. Совершив все это, Амлет вернулся к матери и стал упрекать её за измену Горвендилу и брак с убийцей мужа. Герута покаялась в своей вине, и тогда Амлет открыл ей, что он хочет отомстить Фенгону. Герута благословила его намерение.
Соглядатай был убит, а Фенгон ничего не узнал и на этот раз. Но буйство Амлета пугало его, и он решил избавиться от него раз и навсегда. С этой целью он отправил его в сопровождении двух придворных в Англию. Спутникам Амлета были вручены таблички с письмом, которое они должны были тайно передать английскому королю. В письме Фенгон просил казнить Амлета, как только он высадится в Англии. Во время плавания на корабле, пока его спутники спали, Амлет разыскал таблички и, прочитав, что там было написано, стёр своё имя, а вместо него подставил имена придворных. Сверх того он дописал, что Фенгон просит выдать за Амлета дочь английского короля. Придворных по приплытии в Англию казнили, а Амлета обручили с дочерью английского короля.
Прошёл год, и Амлет вернулся в Ютландию, где его считали умершим. Он попал на тризну, которую справляли по нём. Ничуть не смутившись, Амлет принял участие в пиршестве и напоил всех присутствующих. Когда они, опьянев, свалились на пол и заснули, он накрыл всех большим ковром и приколотил его к полу так, чтобы никто не смог выбраться из-под него. После того он поджёг дворец, и в огне сгорел Фенгон и его приближённые.

Амлет становится королём и правит с женой, которая была достойной и верной супругой. После её смерти Амлет женился на шотландской королеве Гермтруде, которая была ему неверна и покинула своего супруга в беде. Когда после Рёрика королём Дании стал Виглет, он не пожелал мириться с независимым поведением Амлета, который являлся его вассалом, и убил его в битве.
После изобретения книгопечатания были напечатаны тексты Саксона Грамматика. Это привлекло к ним внимание французского писателя Франсуа Бельфоре, который включил сагу о Амлете во второй том «Трагических историй», опубликованный в 1576 году. Повествование Бельфоре в основном повторяет сюжет Саксона Грамматика. Три элемента сюжета были изменены. Во-первых, между Фенгоном и Герутой существовала связь ещё при жизни её мужа. Во-вторых, Герута становится соучастником мести Амлета. Она подготавливает всё необходимое для расправы Амлета с придворными. Принц не сжигает придворных, а прокалывает пиками. Король погибает не вместе с придворными. В конце пиршества он удаляется в опочивальню, принц следует за ним и убивает, отрубив голову.
«Принц Ютландии» (1994) — экранизация саги о дошекспировском Амлете, в роли принца — Кристиан Бейл.

## Образ Гамлета в пьесе
Кто из актеров не думал о Гамлете! Я тоже. Но мечта остается мечтой, а с годами реальность побуждает играть уже не Гамлета, а Клавдия. Кончается все это Полонием, а потом просто упирается в могильщика… Лучше уж не отрываться от грешной земли.Андрей Миронов.
Я тоже хотел. А теперь думаю, это все равно что с собой покончить. Сейчас меня абсолютно не интересуют Шекспир и вся эта британская чепуха. А когда интересовали, это было одно голое честолюбие — просто хотелось славы.Энтони Хопкинс.
Шекспир на основе грубого по содержанию рассказа Саксона Грамматика создал более утонченную сюжетную канву. Внимание было перенесено с внешней борьбы на духовную драму героя. Мстители ранних трагедий мести были людьми энергичными, одержимыми стремлением осуществить стоявшую перед ними задачу. Их отличала простота нравов, порывистость и непреклонность. Они с воодушевлением выполняли кровавое дело, которое считали своим долгом. Гамлет Шекспира — «придворный, ученый, воин» (по словам Офелии) — герой совсем иного душевного склада.
В театре я сыграл множество огромных ролей — Гамлета трижды, Ромео трижды, и, можно сказать, сыграл их плохо. Я изображал всех этих мрачных шекспировских героев, но считаю, что мне не следовало этого делать.Кристофер Уокен.

## Трактовки роли Гамлета
О «Гамлете» написано несколько тысяч книг и статей. Но среди них трудно найти два сочинения, которые были бы полностью согласны в своей характеристике произведения Шекспира. Ни один шедевр мировой литературы не породил столь великого множества мнений, как «Гамлет».
Критика шекспировского «Гамлета» отразила борьбу почти всех течений общественно-философской и эстетической мысли начиная с XVII века. Эта история показывает, что в каждый период общественной жизни проблема «Гамлета» вставала в новом свете и получала решение соответственно мировоззрению критиков, обращавшихся к ней. В каждую эпоху представители того или иного направления считали свою точку зрения не только самой правильной, но и наиболее соответствующей замыслу Шекспира.

### Видео
- Джон Гилгуд — три монолога Гамлета на YouTube, — аудиозапись (1948) из коллекции виниловых дисков «Величайшие роли Сэра Джона Гилгуда» («Sir John Gielgud in His Greatest Rôles»)
- Laurence Olivier — «To be or not to be» на YouTube — Лоренс Оливье в собственном фильме «Гамлет», 1948
- Christopher Plummer — «To be or not to be» на YouTube — Кристофер Пламмер в телефильме «Би-Би-Си» «Гамлет в Эльсиноре[англ.]», 1964
- Richard Burton — Hamlet «To be or not to be» на YouTube — Ричард Бартон в бродвейской постановке Джона Гилгуда, 1964, премия «Тони»
- Иннокентий Смоктуновский. «Бедный Йорик!» на YouTube — фрагмент фильма Григория Козинцева, 1964
- Владимир Высоцкий — «Быть или не быть» на YouTube — сцена из спектакля Театра на Таганке, реж. Юрий Любимов
- Владимир Высоцкий. Монолог Гамлета на YouTube — актёр рассказывает о спектакле Театра на Таганке и читает монолог «Быть или не быть» (перевод Б. Пастернака)
- Владимир Высоцкий о трактовке своей роли Гамлета в спектакле Театра на Таганке на YouTube (I)
- Владимир Высоцкий о трактовке своей роли Гамлета в спектакле Театра на Таганке на YouTube (II) — монолог «Быть или не быть» (студийная запись), фрагмент записи спектакля — «Бедный Йорик!» (Телевидение Таллина, 1972)
- Kevin Kline — «To be or not to be» на YouTube — Кевин Клайн в собственной постановке «Гамлета», 1990
- Ralph Fiennes — «Hamlet» clips на YouTube — сюжет Си-Эн-Эн о премьере спектакля с Рэйфом Файнсом в бродвейском Беласко-театре[англ.], реж. Джонатан Кент[англ.], 1995
- Toby Stephens — «To be or not to be» на YouTube — Тоби Стивенс в постановке Королевского шекспировского театра, Майкл Бойд[англ.], 2004
- Jude Law — Hamlet on Broadway на YouTube — рекламный ролик бродвейской премьеры спектакля с Джудом Лоу, реж. Майкл Грендейдж[англ.], Бродхёрст-театр[англ.], 6 октября — 6 декабря 2009